# Oh, Grow Up
Oh, Grow Up è una sitcom statunitense trasmessa dalla ABC dal settembre al dicembre 1999.
Furono 13 gli episodi prodotti, ma la serie venne sospesa dopo la trasmissione dei primi 11.

## Episodi
| nº | Titolo                   | Prima TV USA      | Prima TV Italia |
| -- | ------------------------ | ----------------- | --------------- |
| 1  | Pilot                    | 22 settembre 1999 |                 |
| 2  | Good Pop, Bad Pop        | 29 settembre 1999 |                 |
| 3  | Love Stinks              | 6 ottobre 1999    |                 |
| 4  | President of the House   | 13 ottobre 1999   |                 |
| 5  | Marathon Men             | 20 ottobre 1999   |                 |
| 6  | Clods and Monsters       | 27 ottobre 1999   |                 |
| 7  | Hunter's Metamorphosis   | 3 novembre 1999   |                 |
| 8  | Himbo                    | 7 dicembre 1999   |                 |
| 9  | The Parent Trap (Part 1) | 14 dicembre 1999  |                 |
| 10 | The Parent Trap (Part 2) | 21 dicembre 1999  |                 |
| 11 | Duckboy Flies Again      | 28 dicembre 1999  |                 |
| 12 | Goodwill Hunter          | mai trasmesso     |                 |
| 13 | Baby It's Cold Outside   | mai trasmesso     |                 |